# 南萊特省
南莱特省是菲律宾东米沙鄢大區下的一个省份，位于莱特岛南部，面积约占该岛的1/4，北接莱特省，东邻苏里高海峡，南邻保和海，西与保和岛相望，首府为马阿辛。当地居民主要使用宿霧語，少数人说瓦瑞語和其他语言。宗教以基督教为主。

## 外部連結
- 维基导游上有關南萊特省的旅行指南
- 维基共享资源上的相關多媒體資源：南萊特省
- OpenStreetMap上有關南萊特省的地理